# Kaple Narození Panny Marie (Police nad Metují)
Hřbitovní kaple Narození Panny Marie je římskokatolická kaple v Polici nad Metují. Patří do farnosti Police nad Metují. Je chráněna jako kulturní památka České republiky.

## Historie
Na místě kaple stál od druhé poloviny 13. století farní kostel Narození Panny Marie (písemné zprávy jsou z let 1395 a 1406). Raně gotický kostel byl v letech 1712–1714 za broumovského opata Otmara Daniela Zinkeho barokně přestavěn.
Za josefínské sekularizace v roce 1787 byl zrušen a v roce 1792 byl rozbořen. Z bývalého presbytáře kostela vznikla současná hřbitovní kaple.
Původní zvonice byla roku 1720 zvýšena a postavena do dnešní podoby. Jsou v ní zavěšeny dva cenné zvony, jeden z roku 1486 a druhý z roku 1491, třetí zvon z roku 1669 byl rekvírován za I. světové války. Na zadní vnější straně kněžiště je zazděn nejstarší dochovaný renesanční náhrobek v Polici, který oznamuje, že „Léta Páně 1632 ve čtvrtek po sv. Matěji 26. februáru poctivý mládenec Jan Koukal svůj život dokonal... Modlete se za něho Pánu Bohu a všem Svatým".